# Nebelschlussleuchte

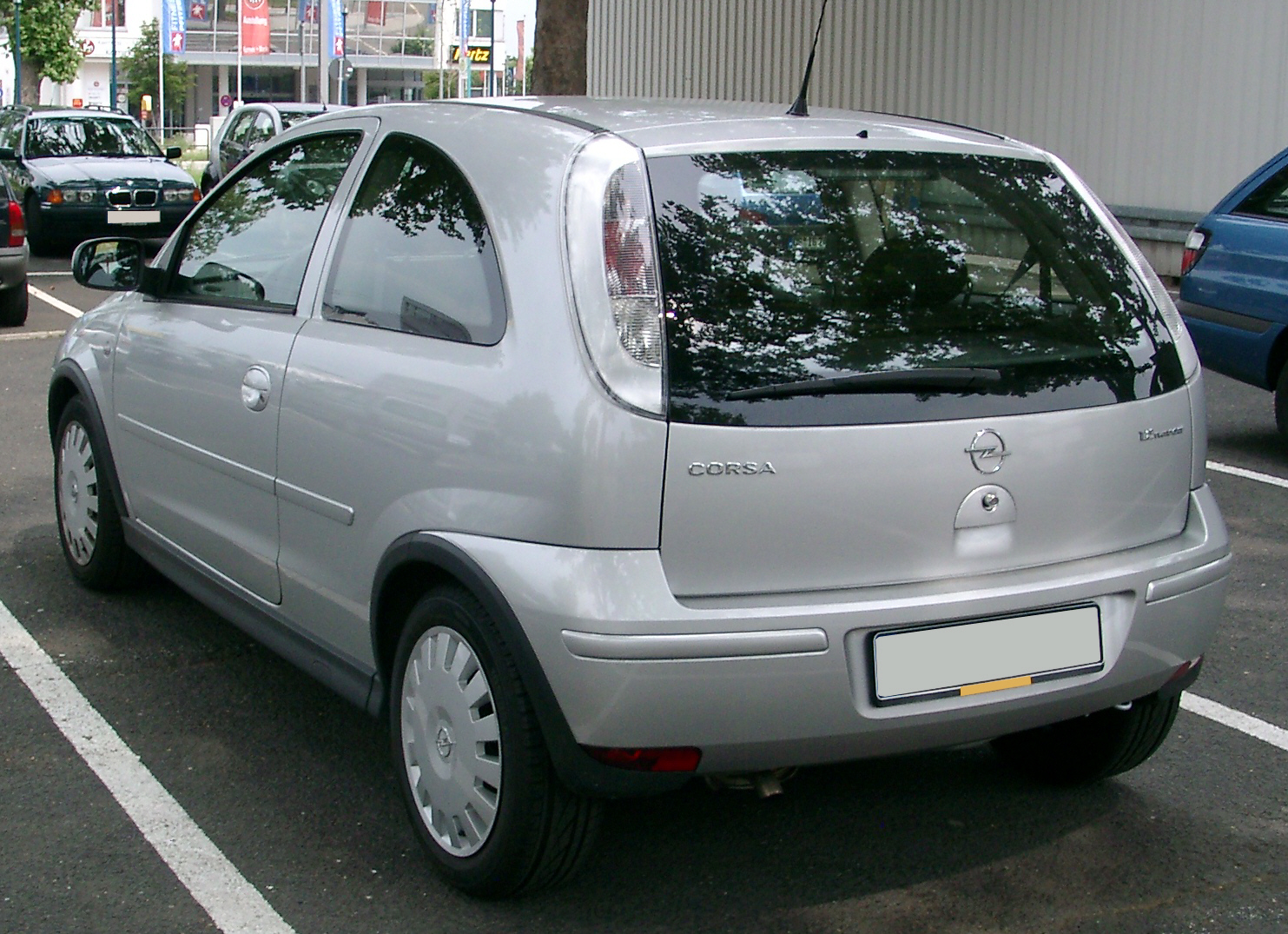
Bei diesem Opel Corsa sitzt die Nebelschlussleuchte in der linken unteren Ecke des Stoßfängers. Aus optischen Gründen ist auf der anderen Fahrzeugseite eine Attrappe eingebaut.

Eine Nebelschlussleuchte ist eine hinten am Fahrzeug angebrachte, besonders helle rote Zusatzleuchte. Im Vergleich zu den Schlussleuchten strahlt sie vier bis 20-mal stärker. Sie dient dazu, das Fahrzeug bei starkem Nebel besser erkennbar zu machen. Nebelschlussleuchten müssen entweder paarweise symmetrisch oder einzeln in der Fahrzeugmitte oder links davon angebracht werden.
Die Nebelschlussleuchte ist ein Instrument der aktiven Sicherheit. Da sie aufgrund ihrer Helligkeit den nachfolgenden Verkehr stark blenden kann, ist ihr Betrieb mit strikten Regelungen eingeschränkt, die aber je nach Land variieren.

## Einsatz in Deutschland
In Deutschland müssen seit dem 1. Januar 1991 erstzugelassene Automobile mit einer Höchstgeschwindigkeit über 60 km/h und ihre Anhänger mit einer oder zwei Nebelschlussleuchten ausgerüstet sein. Andere Kraftfahrzeuge (zum Beispiel Traktoren, Motorräder) und Anhänger unter 60 km/h dürfen mit einer Nebelschlussleuchte ausgerüstet sein. Bei Altfahrzeugen ist eine Nachrüstung nicht erforderlich. Bei Importen von Fahrzeugen aus Ländern, in denen normalerweise keine Nebelschlussleuchte eingebaut wird, ist eine Nachrüstung im Rahmen einer sogenannten Homologation erforderlich. Der Einsatz der Leuchten ist allerdings nicht zwingend. Verstößt ein Fahrzeugführer gegen die Straßenverkehrs-Ordnung (StVO) kann ein Bußgeld zwischen 15 und 40 Euro auferlegt werden.

### Verwendung

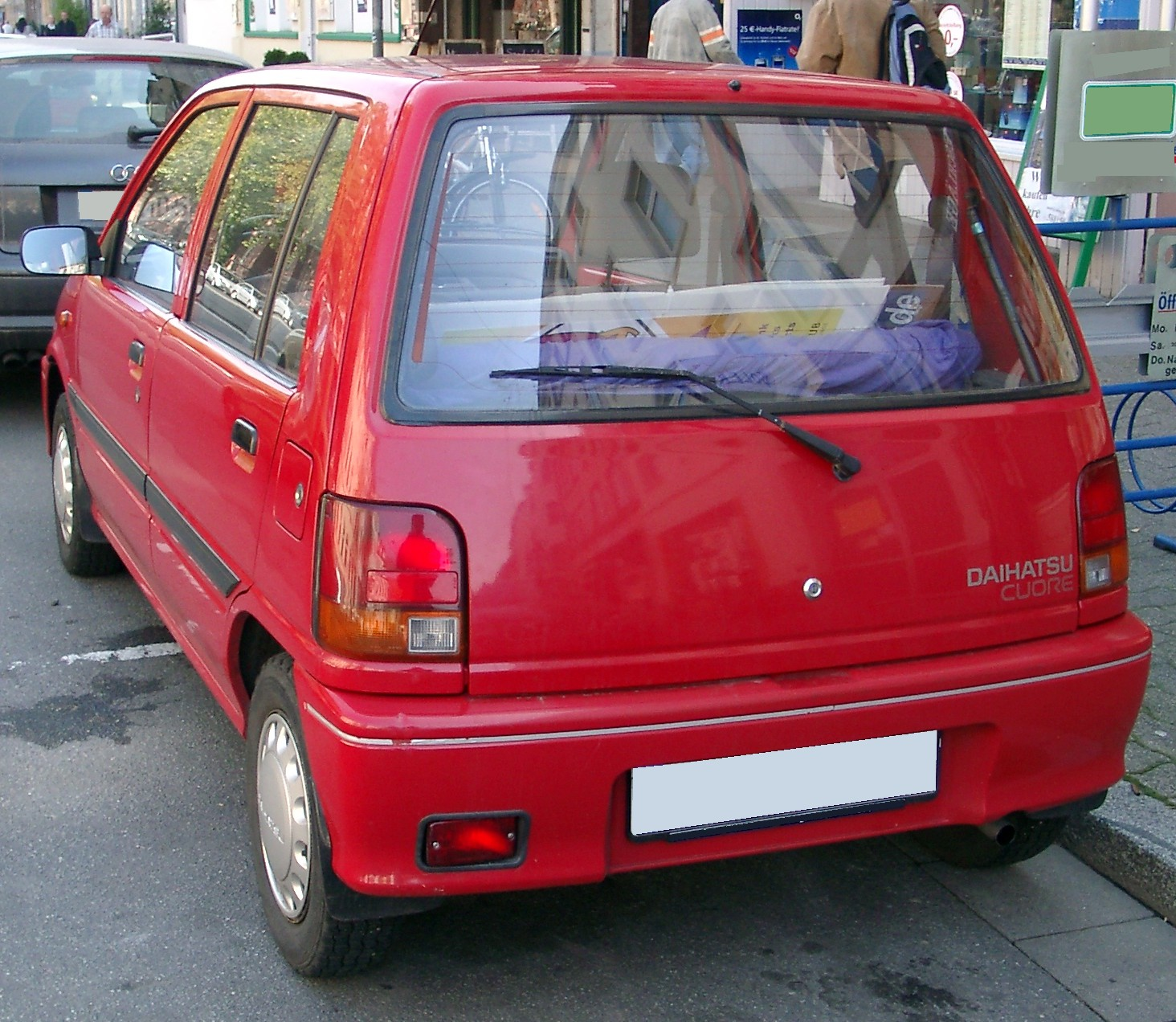
Daihatsu Cuore mit Nebelschlussleuchte im Stoßfänger, damit die gesetzlich geforderten zehn Zentimeter Abstand zu den Bremsleuchten eingehalten werden

Kennzeichnung von Bedienelementen für die Nebelschlussleuchte nach ISO 7000

Gemäß § 17 der deutschen Straßenverkehrs-Ordnung dürfen Nebelschlussleuchten in Deutschland nur benutzt werden, wenn die Sichtweite durch Nebel weniger als 50 m beträgt (§ 17 Abs. 3 Satz 5 StVO). Das ist in Deutschland der Abstand der Leitpfosten am Rand von Landstraßen und Autobahnen bei gerader Streckenführung, wodurch diese geeignet sind, die Sichtweite festzustellen. Die Sichtbehinderung darf nicht nur durch Regen verursacht sein.
In § 3 StVO gibt es zusätzlich folgende Bestimmung zur Höchstgeschwindigkeit bei Nebel: Wenn die Sichtweite durch Nebel bedingt weniger als 50 m beträgt (die gleiche Voraussetzung wie für die Benutzung der Nebelschlussleuchte), darf die Geschwindigkeit maximal 50 km/h betragen. Daher ist bei der Benutzung der Nebelschlussleuchte maximal eine Geschwindigkeit von lediglich 50 km/h zulässig.
Ein Nutzungsverbot innerorts besteht nicht.
Eine Kontrollleuchte mit gelbem Licht im Armaturenbrett ist vorgeschrieben. Trotzdem ist es in der Praxis häufig zu beobachten, dass Fahrer nach Durchfahren einer nebligen Stelle das Ausschalten der Nebelschlussleuchte vergessen.

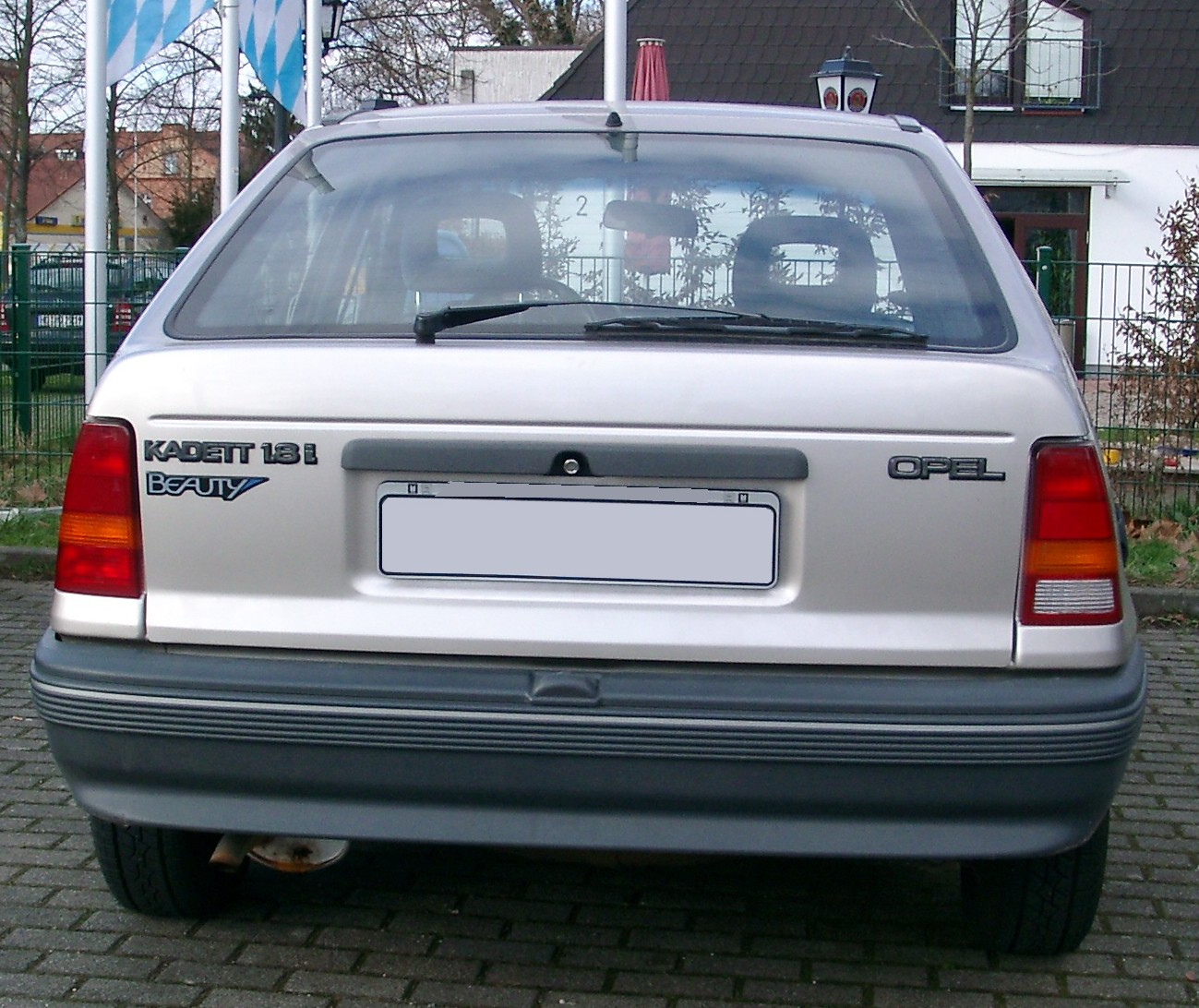
Opel Kadett mit einem Rückfahrscheinwerfer in der Rückleuchteneinheit der Beifahrerseite. In der Einheit der Fahrerseite ist die Nebelschlussleuchte integriert.

In einem Zug (Fahrzeug mit Anhänger(n)) brauchen nur die Nebelschlussleuchten am letzten Anhänger zu leuchten. Das spart zum einen Strom, zum anderen reduziert sich damit die Eigenblendung, die die starke Nebelschlussleuchte der Zugmaschine durch Reflexionen am Anhänger erzeugen würde. Das Abschalten der Nebelschlussleuchten am Zugfahrzeug oder am ersten Anhänger ist aber nur dann zulässig, wenn das jeweilige Ab- bzw. Wiedereinschalten selbsttätig durch Aufstecken bzw. Abziehen des Steckers für die Anhängerbeleuchtung erfolgt.
Nach ECE R48 darf bei Betrieb eines Anhängers das Nebelschlusslicht des Zugfahrzeuges abgeschaltet werden. Bei Anbau von Ladungsträgern (z. B. Fahrradträgern) mit Leuchteneinheiten muss es abgeschaltet werden, um die Blendung zu verringern. Das selbsttätige Ab- und Wiedereinschalten am Zugfahrzeug wird realisiert durch
- einen mechanischen Abschaltkontakt in der Anhängersteckdose
- das Anhängersteuergerät bei Erkennen des Anhängers (automatisch).
- einen in der Anhängersteckdose verbauten Mikroschalter mit zusätzlichem Abschaltrelais

## Einsatz in der Schweiz
In der Schweiz ist der Einsatz von Nebelschlussleuchten nicht obligatorisch und nur unter bestimmten Bedingungen gestattet. Nebellichter und Nebelschlusslichter dürfen gemäß Art. 30 der Schweizerischen Verkehrsregelnverordnung (VRV) nur verwendet werden, wenn die Sicht wegen Nebels, Schneetreibens oder starken Regens erheblich eingeschränkt ist.